# San Juan Bautista (Kalifornie)
San Juan Bautista je město v okrese San Benito County ve státě Kalifornie ve Spojených státech amerických.
K roku 2010 zde žilo 1 862 obyvatel. S celkovou rozlohou 1,843 km² byla hustota zalidnění 1 000 obyvatel na km².